# Ariel (ciruela)
Ariel es una variedad cultivar de ciruelo (Prunus domestica), de las denominadas ciruelas europeas.
Una variedad de ciruela criada en 1925 en la «"Horticultural Research Station"» de Alnarp, en el sur de Suecia, mediante el cruce de las variedades 'Autumn Compote' x 'Count Althan's Gage'.
Las frutas son de tamaño mediano a grande, piel de grosor medio y color rosa oscuro a púrpura rojo, recubierta de abundante pruina, fina; sutura con línea bien visible, de color algo más oscuro que el fruto, y su pulpa color dorado claro a naranja, textura bastante firme jugosa, y de sabor son dulces con un alto contenido de azúcar (más del 23 %), y con un toque de sabor.
Tolera las zonas de rusticidad según el baremo aplicado en Suecia, de nivel I a III.

## Sinonimia
- "Ariel Plommon".

## Historia
'Ariel' es una variedad de ciruela obtenida por el cruce de las variedades 'Autumn Compote' como "Parental Madre" x fecundada por el polen de la variedad 'Count Althan's Gage' como "Parental Padre", antes de 1960 (año en la que fue introducida en los circuitos comerciales) en la «"Horticultural Research Station"» de Alnarp, Suecia.
'Ariel' está cultivada en diversos bancos de germoplasma de cultivos vivos, tales como en National Fruit Collection (Colección Nacional de Fruta) de Reino Unido con el número de accesión: 1973-181 y Nombre Accesión : Ariel (EMLA).  El espécimen fue recibido en el «National Fruit Trials» (Probatorio Nacional de Frutas), para evaluar sus características en 1973.

## Características
'Ariel' árbol erguido y vigoroso que produce fruto de manera confiable año tras año, el ciruelo 'Ariel' tiene un hábito de crecimiento erguido, pero abierto, solo se necesita una poda ligera, precisa suelos ligeros y ricos en nutrientes. Es parcialmente autofértil pero se beneficiarían de la proximidad de otro polinizador. Tiene un tiempo de floración que comienza a partir del 12 de abril con el 10% de floración, para el 17 de abril tiene una floración completa (80%), y para el 28 de abril tiene un 90% de caída de pétalos.
'Ariel' tiene una talla de tamaño medio a grande de forma oblonga;epidermis tiene una piel de grosor medio y color rosa oscuro a púrpura rojo, recubierta de abundante pruina, fina; sutura con línea bien visible, de color algo más oscuro que el fruto. Situada en una depresión muy suave, algo más acentuada junto a cavidad peduncular; pedúnculo de longitud medio, de calibre mediano, con escudete muy marcado, con la cavidad del pedúnculo estrecha, poco profunda, rebajada en la sutura y más levemente en el lado opuesto; pulpa de color dorado claro a naranja, textura bastante firme jugosa, y de sabor son dulces con un alto contenido de azúcar (más del 23 %), y con un toque de sabor.
Hueso semi adherido, grande, alargado, zona ventral poco sobresaliente, superficie rugosa.
Su tiempo de recogida de cosecha última semana de septiembre a la primera semana de octubre.

## Usos
Muy apta por su alto contenido en azúcares, para usar como postre o como ciruela culinaria.

## Cultivo
Cuando cultive ciruelas 'Ariel', elegir un lugar que esté a pleno sol, al menos 6 horas por día, con un suelo arenoso con buen drenaje y un pH de 5.5 a 6.5.
Este ciruelo es susceptible de agrietarse y partirse, especialmente en climas muy húmedos. También es vulnerable al tizón, por lo que no debe plantarse en áreas con mucha humedad.